# Битка при Корупедия
Битката при Корупедия (на гръцки: Κούρου πεδίον; на латински: Kurupedion) се провежда през 281 г. пр. Хр. на равнината Курупедион (Κούρου πεδίον) в Лидия, близо до Сарди, северно от Магнезия в днешна Турция между Лизимах и Селевк I Никатор.
Завършва с победа на Селевк I и края на диодохските войни.